# Campeonato mundial de hockey sobre patines masculino de 2022
El XLV Campeonato mundial de hockey sobre patines masculino se celebró en Argentina entre el 7 y el 13 de noviembre de 2022. Fue parte de los juegos mundiales de patinaje. Participaron 22 selecciones nacionales masculinas de hockey sobre patines de los cinco continentes.

## Formato de la competición
Se mantuvo la estructura de las ediciones anteriores, dividiendo a los 23 equipos inscritos en tres competiciones diferentes, conforme a un sistema de clasificación que debería haber estado vinculado a las posiciones alcanzadas por cada selección en los campeonatos continentales celebrados el año anterior. No obstante, a consecuencia de las restricciones derivadas de la pandemia del Covid-19 solamente se pudieron organizar los campeonatos continentales europeo y americano con una participación reducida, mientras que los campeonatos asiáticos y africano ni siquiera se celebraron.
Campeonato mundial
Se debía componer por los cuatro primeros clasificados en el campeonato de Europa, los tres primeros de América y el campeón de África. Aunque finalmente se compuso el grupo con una selección africana más en detrimento de la tercera selección americana.
En la primera fase, las ocho selecciones, se dividieron en dos grupos de cuatro equipos cada uno. Los tres primeros equipos calificados de cada grupo pasaron directamente a los cuartos de final de la competición. Los equipos clasificados en cuarto lugar jugaron una eliminatoria contra los clasificados en primer lugar en cada uno de los grupos de la Copa Intercontinental. Los ganadores de esta eliminatoria pasaron a cuartos de final.
Copa Intercontinental
Se debía componer por los clasificados entre los puestos quinto y octavo en Europa, el cuarto clasificado en América, el segundo y tercer clasificados en África y el campeón de Asia. Aunque finalmente se compuso el grupo con cinco equipos europeos, dos americanos y uno asiático.
Los ocho equipos también se dividieron en dos grupos. Los dos ganadores del grupo jugaron una eliminatoria contra los clasificados en último lugar en cada uno de los grupos del Campeonato mundial. mientras que los seis equipos restantes jugarán los cuartos de final de la competición con los dos equipos eliminados de la misma.
Copa Challenger
Las restantes selecciones inscritas se encuadraron en la Copa Challenger.

## Participantes
Los 23 equipos inscritos se dividieron en tres competiciones de acuerdo a sus posiciones en el campeonato anterior. La División B fue renombrada como Copa Intercontinental y la División C fue nombrada Copa Challenger.
| Campeonato mundial | Campeonato mundial |
| ------------------ | ------------------ |
| 1.º                | Portugal           |
| 2.º                | Argentina          |
| 3.º                | España             |
| 4.º                | Francia            |
| 5.º                | Italia             |
| 6.º                | Angola             |
| 7.º                | Chile              |
| 9.º                | Mozambique         |

| Copa Intercontinental | Copa Intercontinental |
| --------------------- | --------------------- |
| 8.º                   | Colombia              |
| 10.º                  | Andorra               |
| 11.º                  | Suiza                 |
| 12.º                  | Alemania              |
| 14.º                  | Brasil                |
| 15.º                  | Australia             |
| 21.º                  | Austria               |
| ---                   | Israel                |

| Copa Challenger | Copa Challenger |
| --------------- | --------------- |
| 16.º            | Egipto          |
| 19.º            | Uruguay         |
| 22.º            | Estados Unidos  |
| 25.º            | Nueva Zelanda   |
| ---             | México          |
| ---             | Sudáfrica       |
| ---             | Pakistán        |

Notas:
- Pakistán renunció a jugar la competición después del sorteo de los grupos.
- No se inscribieron ocho selecciones que habían participado en el anterior campeonato de 2019ː Inglaterra (13.º), Países Bajos (17.º), Bélgica (18.º), India (20.º), Macao (23.º), Japón (24.º), China (26.º) y Taiwán (27.º).

## Clasificación final
| Posición |                       | Selección      |
| -------- | --------------------- | -------------- |
|          | Campeonato mundial    | Argentina      |
|          | Campeonato mundial    | Portugal       |
|          | Campeonato mundial    | Francia        |
| 4.       | Campeonato mundial    | Italia         |
| 5.       | Campeonato mundial    | España         |
| 6.       | Campeonato mundial    | Angola         |
| 7.       | Campeonato mundial    | Chile          |
| 8.       | Campeonato mundial    | Alemania       |
| 9.       | Copa Intercontinental | Colombia       |
| 10.      | Copa Intercontinental | Mozambique     |
| 11.      | Copa Intercontinental | Andorra        |
| 12.      | Copa Intercontinental | Suiza          |
| 13.      | Copa Intercontinental | Brasil         |
| 14.      | Copa Intercontinental | Austria        |
| 15.      | Copa Intercontinental | Israel         |
| 16.      | Copa Intercontinental | Australia      |
| 17.      | Copa Challenger       | Estados Unidos |
| 18.      | Copa Challenger       | Uruguay        |
| 19.      | Copa Challenger       | Egipto         |
| 20.      | Copa Challenger       | Sudáfrica      |
| 21.      | Copa Challenger       | Nueva Zelanda  |
| 22.      | Copa Challenger       | México         |

| Bandera de Argentina |
| Campeón Argentina    |
| 6º Título            |